# Рава-Мазовецька
Ра́ва-Мазове́цька (пол. Rawa Mazowiecka) — місто в центральній Польщі.
Адміністративний центр Равського повіту Лодзького воєводства.

## Історія
Рава-Мазовецька вперше з’являється в історичних джерелах у 1228 році, але, ймовірно, ще не мала муніципальних прав. Кастелянія Рава була заснована в 1313 році. У 1321 році Рава отримала права міста (лат. Rava oppidum), ставши столицею герцогства Рава. У 1355–1370 роках мазовецький князь Земовит III побудував тут мурований замок, який входив до системи укріплень держави Казимира Великого, і при цьому місто було оточене стінами. У 1462 році король Польщі Казимир IV Ягеллон включив місцеве князівство до складу Корони, створивши Равське воєводство, столицею якого він зробив Раву, що вплинуло на розквіт міста. Перші свідчення про поселення євреїв у Раві походять із 1507 року. Під час шведських воєн у 17 столітті місто зазнало серйозних руйнувань та економічного погіршення.
- 1462—1793: центральне місто Равського воєводства Королівства Польського та Речі Посполитої.

## Демографія
Демографічна структура станом на 31 березня 2022 року:
|          | Загалом | Допрацездатний вік | Працездатний вік | Постпрацездатний вік |
| -------- | ------- | ------------------ | ---------------- | -------------------- |
| Чоловіки | 8601    | 1667               | 6192             | 742                  |
| Жінки    | 9244    | 1556               | 5786             | 1902                 |
| Разом    | 16090   | 3223               | 11978            | 2644                 |

## Відомі люди
- Іван Підкова — перебував тут у в'язниці за наказом короля Стефана Баторія перед стратою у Львові
- Станіслав Волуцький з Богушиць — хорунжий равський; дідич Заболотова, у 1605[9] році заснував тут римо-католицьку парафію.[10].

### Равські воєводи
- Станіслав Вінцентій Яблоновський
- Станіслав Антоній Сьвідзіньскі

### Равськікаштелян
- Миколай Фірлей[11]
- Юзеф Накваський — чоловік Елеонори Терези Потоцької, доньки Міхала Францішка Потоцького[12]

### Равські старости
- Якуб Бучацький
- Ян Анджей Бучацький